# Thompson (Connecticut)
Thompson – miasto w Stanach Zjednoczonych, w stanie Connecticut, w hrabstwie Windham.